# A halálösztön és az életösztönök
A halálösztön és az életösztönök (eredetileg németül Jenseits des Lustprinzips) Sigmund Freud 1920-ban megjelent könyve, amely egy új alkotói korszak kezdetét jelentette Freud életművében és a pszichoanalízis történetében is.

## Túl az örömelven: az ismétlési kényszer

### Az örömelv és annak meghaladása
Freud művének eredeti címe Jenseits des Lustprincips, vagyis Túl az örömelven. Freud eddigi koncepciója az volt, hogy a lelki szerkezet működésének meghatározó elve az örömelv és a kínkerülés elve, vagyis az, hogy a lélek arra törekszik, hogy örömérzethez jusson és a kínt elkerülje. Freudnak az örömről és a kínról alkotott elképzelése azonban eltér a köznapi fogalmaktól, erről az eltérésről ennek a műnek az elején is értekezik. Örömérzet az, ha egy ösztön vagy egy vágy kielégül, és így az a lelki feszültség, energia, amit a vágy jelent, levezetődik, és a lelki szerkezet ingermentes állapotba jut. Vannak azonban olyan tudattalan vágyak, amelyeket a tudat elfogadhatatlannak érez, és ezért elfojt. Ezen vágyak (legtöbbször áttételes) kifejeződése a tudattalan számára örömöt, a tudat számára kínt jelent. Ami tehát öröm az egyik lelki réteg számára, azt a másik lelki réteg kínként érzékeli. Az öröm és kín pszichoanalitikus fogalma nem egyezik meg az azokról alkotott hétköznapi fogalmainkkal. Freud ilyen átvitt értelmű vágykielégülésként értelmezi az álmokat is: az álomban valamilyen vágy fejeződik ki, a szorongásos álmokban pedig a kín abból fakad, hogy a tudat számára elfogadhatatlan a vágykielégülés, és bűntudat kapcsolódik azokhoz.
Ebben a kötetben azonban Freud egy újfajta jelenséggel, a „háborús neurózissal” néz szembe: a könyv az első világháború után keletkezett. Vannak olyan esetek, amikor az ember mindig, újra és újra a traumatikus eseményről álmodik. Freud szerint ezek az álmok nem állnak az örömelv irányítása alatt. Alapvető jellemzőjük az állandó ismétlődés. Freud tehát azt a kérdést teszi fel, hogy az ismétlődés miért és hogyan képes az örömelvtől függetlenül működni, hogyan egyeztethető össze ez a jelenség a lelki szerkezet általa addig megalkotott koncepciójával.

### Az ismétlési kényszer
Freud először is felsorol néhány jellegzetes esetet, ahol az ismétlési kényszer megmutatkozik, hogy ezzel bizonyítsa a jelenség meghatározó jellegét:
- Az első példa magának a pszichoanalízisnek a gyakorlatából való. Freud azt tapasztalta, hogy az analizáltak a pszichoanalitikus szituációban sok esetben nem annyira emlékezetükbe idézik, mint inkább eljátsszák, dramatizálják, vagyis megismétlik a múltbeli traumatikus, de tudattalan emlékeiket, ahol az orvosra átviszik az elfojtott indulataikat (pl. valamely szerettük ellen táplált, elfojtott agresszív indulatukat).
- A másik híres példa az ismétlésre a gyermekek játéka. Freud saját unokáját figyelte meg, ahogy újra és újra eldob, majd visszahúz egy zsinórra erősített faorsót. Amikor eldobta az orsót, oooo – hangot hallatott, amikor visszahúzta, aaaa-hangot. Freud és a lánya ezt Fort-ként majd Da-ként értelmezte, vagyis az „el” és a „vissza” szavakat hallotta ki a gyermek gügyögéséből, ezért nevezi a szakirodalom ezt a Freud által leírt cselekvést Fort/Da játéknak. Freud az infantilis lelki életet meghatározónak tartja, mivel koncepciója szerint ekkor még nem fejlődött ki teljesen a tudat, így a tudattalan lelki mechanizmusok a gyermekeknél jobban megfigyelhetők, a Fort/Da játék ezért meghatározó bizonyíték számára az ismétlési kényszer létezése mellett.
- Freud ír arról is, hogy a mindennapi életben is gyakran találkozhatunk emberekkel, akik mindig ugyanazt a sorsot futják be, pl. vannak, akik mindig bálványként állítják maguk elé valamely ismerősüket, aztán ezt a bálványt igyekeznek lerombolni.

### Az ismétlési kényszer magyarázata
Freud szerint az ismétlési kényszernek az a magyarázata, hogy ilyenkor a lélek egy fájdalmas, gyakran traumatikus eseményt próbál hatalmába keríteni. Amikor az adott trauma megtörtént az organizmussal, az nem volt felkészülve a veszélyre, így lelkileg nem tudott megbirkózni a váratlan eseménnyel. Freud ezt úgy képzeli el, hogy a trauma hatására váratlan ingerületmennyiség jelenik meg a lelki szerkezetben, amit az nem tud megkötni. Amikor újra és újra lejátssza magában az emléket, akkor ezt az eseményt próbálja meg feldolgozni. Freud ezt a leginkább szemléletesen a kisgyerek példáján keresztül világítja meg, aki hazaérve a fogorvostól, az ott átélt eseményeket eljátssza a másik gyerekkel. Ilyenkor megismétli az adott szituációt, de olyan módon, hogy most ő az aktív fél, és a másik gyerek az esemény elszenvedője. Az élőlény tehát arra törekszik, hogy az esemény ismétlésével aktívvá válva hatalmába kerítse, feldolgozza azt, és ilyen módon levezesse az ingerület energiáját, önmagát feszültségmentes állapotba hozza.

## Következtetések: az élet, a fejlődés és a halál

### A halálösztön
Freud mindebből logikus, de nagyon meglepő következtetéseket von le. Olyannyira, hogy még ő maga is habozik, elhiggye-e mindazt, amit leír: „Azt kérdezhetnék tőlem, hogy az itt kifejtett feltevések felől én magam meg vagyok-e győződve, s ha igen, mennyiben. A feleletem ez volna: sem magam nem vagyok meggyőződve, sem másoknál nem kérek hitelt számára. Helyesebben mondva: nem tudom, mennyire hiszek bennük.” (103) Mindennek ellenére a gondolatmenet később Freud gondolatrendszerének masszív, meghatározó összetevőjévé válik.
Az ismétlési kényszer tehát alapvetően jellemző a lélekre, és a lelki szerkezet legmeghatározóbb törekvése, hogy csökkentse a fájdalmat okozó feszültséget. Az alapvető feszültség azonban maga az élet, az anorganikus anyagban pedig, mivel nem rendelkezik lélekkel, nincs ilyen feszültség. Az abszolút feszültségmentes állapot, amire a lélek törekszik, ezek szerint nem lehet más, mint a halál. Az élet végcélja a halál, vonja le Freud mindebből a következtetést. A halálösztönnel azonban szemben állnak az életösztönök, amelyek késleltetik a halált, és így arra kényszerítik az organizmust, hogy kerülő úton jusson vissza a szervetlen létbe. A halálösztön és az életösztönök között bonyolult összjáték működik, amelyek kialakítják az organizmus életpályáját. Az organizmus célja tehát a halál, de úgy, hogy a saját módján, a saját útján haljon meg.

### A fejlődés, az evolúció
Freud azonban itt nem áll meg, hanem tovább megy, és megrajzolja sajátos látomását a föld fejlődéséről. Úgy fogalmaz, hogy a szervetlen anyagban egy külső, véletlen, erőszakos hatás miatt ébredt fel az élet képessége, és az organizmus célja, hogy ezt a feszültséget leküzdve visszajusson a szervetlen lét nyugalmába. Amikor megjelent az élet, megjelent vele az első ösztön is, ami nem volt más, mint az, hogy újra élettelenné váljon, hogy a kiegyenlítődjön a keletkezett feszültség. Az organizmus célja nem egy új, addig még nem ismert állapot elérése, hanem visszatérés a régi állapotba. Az élet tehát nem egy pozitív teremtő aktus adománya, hanem egy elszenvedett külső erőszaké, fejlődés nem aktív, pozitívnak értékelendő folyamat, hanem külsőleg az organizmusokra kényszerített pálya.

### Az agresszió
Freud számára innen út nyílik ahhoz, hogy új megvilágításba helyezze egy problematikus elgondolását. Eddigi műveiben mindig hangsúlyozta, hogy az érzelmek ambivalensek, vagyis a szeretet mellett mindig ott van a gyűlölet is. Azt azonban nem tudta megnyugtatóan megmagyarázni a saját elméleti rendszerében, hogy honnan ered a gyűlölet, és hogyan kapcsolódik az addig elgondolt ösztönök közé. Most azonban az agressziót a halálösztönből vezeti le: az agresszió nem más, mint a halálösztön, amely elfordul a saját személytől egy külső tárgy irányába.

## Magyarul
- A halálösztön és az életösztönök; ford. Kovács Vilma, előszó, ford. átnézte Ferenczi Sándor; Világirodalom, Bp., 1923
- A halálösztön és az életösztönök; előszó Ferenczi Sándor, ford. Kovács Vilma; Múzsák, Bp., 1991